# ナオミ・キャンベル
ナオミ・キャンベル（Naomi Elaine Campbell、1970年5月22日 - ）は、イギリスの女性ファッションモデルである。ロンドンでスカウトされ、1980年代からモデルとして活動を始め、数々の国際的なファッション雑誌の表紙やミラノやパリなどのファッションショーに登場した。伝説的なファッションモデルの一人として数えられており、自身の名前を冠にした香水や一連の法律問題でも知られる。

## 生い立ち
キャンベルはロンドンのストレッタムで生まれた。母親のヴァレリー・キャンベル（旧姓：モリス）はジャマイカ出身のアフリカ系アメリカ人で元バレエダンサーである。母親によると父親は当時18歳のヴァレリーと生後2か月のキャンベルを残して去った。出生証明書に父親の名前は記載されておらず、母親もキャンベルも父親のアイデンティティを明らかにしなかったが、情報筋が父親は客家系の中国系ジャマイカ人であると明かした。
母親がダンス一座「ファンタスティカ」のツアーでヨーロッパにいる間は乳母の下で育った。10歳でイタリア・コンティ・アカデミー・ステージ学校に入り、バレエを学んだ。ダンレイヴァン学校、総合中等学校に通った。

## 経歴

### モデル

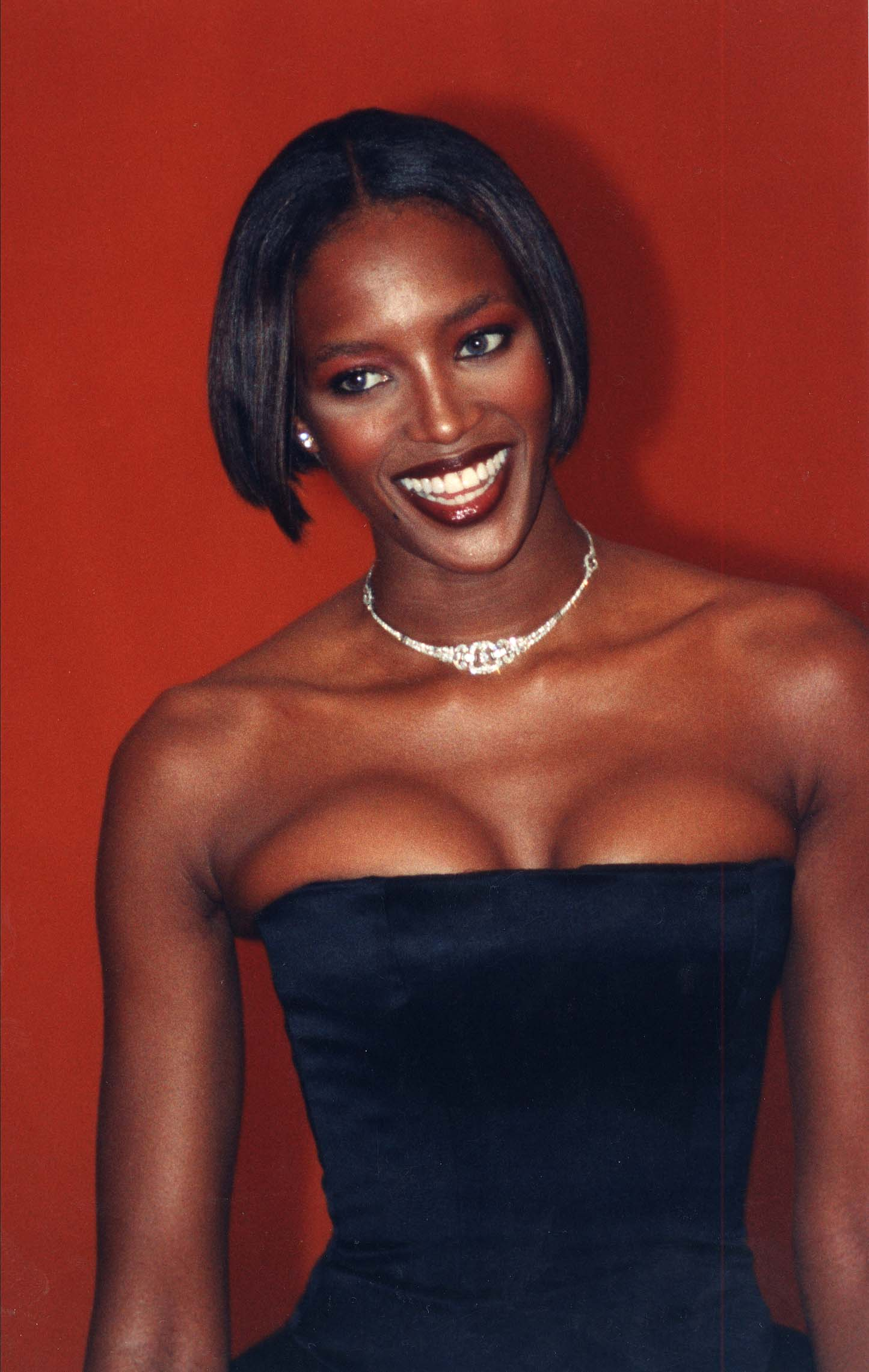
ナオミ・キャンベル（1997年）

最初のメディア出演は7歳で、1978年2月にボブ・マーリーの『イズ・ディス・ラブ?』のミュージックビデオへ生徒役で出演した。1982年にカルチャー・クラブの曲『アイル・タンブル・4・ヤ! 〜君のためなら』のビデオにタップダンサーとして出演している。
15歳のある日、コベントガーデンでウィンドウショッピングをしていたときにフォード・モデルの社長ベス・ボルトにスカウトされた。キャンベルはすぐにフルタイムのモデルとして働くことを選択し、エリート・モデル・マネジメントと契約した。ショーモデルとしてキャリアを始めて、すぐにリージーンズやオリンパス社を含む複数の広告に起用された。それらは彼女にアメリカ市場での仕事をもたらした。1986年4月、雑誌『エル』の表紙を飾った。
1988年8月、黒人モデルとして初めてパリ版『ヴォーグ』の表紙を飾った。これは、同誌が黒人モデルの起用を拒絶したことに憤慨した、友人であったイヴ・サン＝ローランが、自身のブランドの広告を誌面から全てはずすと脅迫したことで実現したものである。パリ版に加えて、ダニエル・ルーナの次に黒人モデルとしてイギリス版の表紙を飾り（雑誌で働くのを辞退したヴェロニカ・ウェッブの替わりだった）、日本版や中国版の『ヴォーグ』、『タイム』の表紙も飾った。キャンベルはこれまでに100以上の雑誌の表紙を飾った。
キャンベルは雑誌『プレイボーイ』でヌードを撮影したりマドンナの1992年の写真集『SEX』でラッパービッグ・ダディ・ケインと一緒にマドンナと濃厚な絡みを見せた。写真集『SEX』の撮影風景の場面を特徴とする「エロティカ」のミュージックビデオに出演した。
彼女はジョージ・マイケルのミュージックビデオ『フリーダム!'90』で仲間のスーパーモデル、リンダ・エヴァンジェリスタ、クリスティー・ターリントン、シンディ・クロフォード、タチアナ・パティッツと一緒に主演を務め、マイケル・ジャクソンの「イン・ザ・クローゼット」の相手役、ノートリアス・B.I.Gの「ナスティー・ガール」、U2の「ナム」などにも出演した。
彼女のキャリアの絶頂期は1990年代初期であった。そのとき彼女はシンディ・クロフォード、クラウディア・シファー、クリスティー・ターリントン、リンダ・エヴァンジェリスタ、ケイト・モスと並んで「ビッグシックス」、ターリントンとエヴァンジェリスタと並んで「三位一体」と称された。
当時最も有名な黒人モデルという地位にも関わらず、キャンベルは白人の同僚モデルと同じ量の広告の仕事を獲得したことがなく、化粧品会社と契約したのは遅くとも1999年になってからである。彼女は、「私は世界のトップモデルの1人だと考えられているかも知れないが、決して彼女らと同じ収入を得ているわけではない」と語った。キャンベルはその経歴を通じて、ファッション業界に存在する人種的偏見に対して率直に反対してきた。1997年のインタビューで彼女は次のように述べた。「偏見がある。それは問題であり、これ以上無視することは同意できない。このビジネスの目的は売ることであり、売れるのは金髪と青い目の女の子だ。」。その10年後、彼女は再び差別反対の声を上げ、「アメリカの大統領は黒人かも知れないが、黒人女性として私はこの業界では依然として例外だ。平等に扱われるためには常にもっと努力しなければならない」と述べた。2013年、キャンベルは黒人モデル仲間のイマン・アブドゥルマジド、ベサン・ハーディソンと共に「ダイバーシティ・コアリション」と呼ばれる擁護団体に加わった。世界的なファッションウィークの運営団体に宛てた公開書簡の中で、2013年秋のショーで有色人種モデルを1人、あるいは全く起用しなかった著名デザイナーを名指しし、これを「人種差別的行為」と呼んだ。
キャンベルはニューヨーク市のIMGモデル、ロンドンのストーム・モデル・マネージメント、パリのマリリン・エージェンシー、ミラノのマネージメント・グループとそれぞれ契約している。

### その他のキャリア

#### 歌手
1991年にヴァニラ・アイスのシングル「クール・アズ・アイス」でフィーチャーされた。3年後にクインシー・ジョーンズのアルバム『Q's Jook Joint』の収録曲「ヘブンズ・ガール」を歌う。マイケル・ジャクソンの「イン・ザ・クローゼット」のミュージックビデオに出演した際はビデオ版の女性ヴォーカル部を歌った。
1995年、デビューアルバム『ベイビー・ウーマン』を発表した。アルバムから「ラブ・アンド・ティアーズ」がシングルカットされたが、不成功に終わった。イギリスでは批評家から評価が得られず、商業的にも失敗したが日本ではヒットして、世界中で100万枚を売り上げた。
1996年、日本のテレビドラマ『ロングバケーション』の主題歌になった久保田利伸とのデュエットシングル「LA・LA・LA LOVE SONG」が約200万枚を売り上げ、日本のオリコンチャートで1位を獲得した。

#### 作家
1994年に小説『スワン』を発表した。過去の秘密によって脅迫されているスーパーモデルの話である。キャンベルは後に小説はゴーストライターキャロライン・アップシェルによって書かれたものであると明かした。キャンベルは自分が書かなかった理由を「私には座って本を書く時間がなかった」と説明している。1996年にリチャード・アヴェドンを含む複数の写真家が撮影した写真集『ナオミ』を発表した。

#### ファッション
1999年にスピンオフ会社デザインハウス・オブ・ナオミ・キャンベルを設立した。これまでにキャンベルは女性向け香水を7種類発表しており、そのほとんどはヨーロッパで発売されている。2000年に最初の香水「ナオミ・キャンベル」を発表した。2001年に「キャット・デラックス」、2003年に「ミステリー」、2004年に「サンセット」、2005年に「パラダイス・パッション」がそれぞれ発表された。最も新しい香水は2001年に発売された「キャット・デラックス」の新しいヴァージョン「キャット・デラックス・アット・ナイト」である。

#### 女優
キャンベルは子供の時から映画に出演していた。1976年にチャイルドフィルム財団シリーズの『わんぱく5人組』で白雪姫を演じた。その他の映画出演に1996年『ガール6』、1999年『プリズナー・オブ・ラブ』、2004年『ファット・スラグ』などがある。1994年の『プレタポルテ』、2002年の『アリ・G』に本人役でカメオ出演している。

#### 慈善事業
1997年以降、キャンベルの慈善活動はブラックアフリカに対するものに集中している。彼女はネルソン・マンデラと一緒に働いた。彼の親切、情熱、知性が彼を現代の世界的なリーダーにすると述べた。2007年7月7日に行われたライブアースのヨハネスブルグ公演の司会を務めた。2005年に彼女が制作も手伝ったショー「ファッション・フォ・リリーフ」を開催し、ハリケーン・カトリーナの犠牲者の為に100万ドル以上を集めた。2010年2月12日にハイチ地震被害者を支援するショー「ファッション・フォ・リリーフ・ハイチ」をニューヨークで開催した。このショーでは140人のファッションデザイナーが協力した。

## 私生活
ネルソン・マンデラが祖父代わりであり、クインシー・ジョーンズ、クリス・ブラックウェルが父親代わりである 。キャンベルはこれまで結婚していない。2008年夏にいくつかのニュース報道でロシアの不動産企業家ウラジスコフ・ドローニンと結婚して正教会の信仰を受け入れそうであると伝えられた。
50歳だった2021年に第1子女児が誕生し、53歳だった2023年に第2子男児が誕生した。キャンベルはザ・タイムズ紙のインタビューの中で長女、長男ともに代理出産だったと明かしている。

## 刑事事件および訴訟
2000年
2000年にキャンベルは当時のアシスタントであるジョージナ・ギャラニスに対する1998年の暴行をトロント法廷で認めた。伝えられるところでは、キャンベルはホテルの部屋で、電話機でギャラニスを襲撃し彼女を走行中のプジョーから追い出すと脅迫した。起訴側と同意して彼女が後悔を表明することで彼女の記録は消去された。キャンベルはギャラニスに金額は明らかにされていないが和解金を支払い、アンガーマネジメントクラスに出席することを同意した。
2004年
2004年3月、貴族院の上訴委員会は控訴院の判決（2002年10月）を覆し、『デイリーミラー』はキャンベルに3,500ポンドの損害賠償を支払うよう命じた（同時にキャンベルが同紙に訴訟費用35万ポンドを支払う決定を取り消した）。ナルコティクス・アノニマスのクリニックからキャンベルが出てくる写真を『デイリーミラー』が掲載したことを受け、プライバシーの権利侵害と認定した高等法院の判断（2002年3月）を支持した。
2005年
2005年3月、伝えられるところではキャンベルはアシスタントのアマンダ・ブラックをブラックベリーで叩いた。キャンベルのスポークスマンであるロブ・シューターは事件を否定した。2006年7月にブラックはキャンベルが言葉と身体的に虐待したと主張し、キャンベルに対する法的措置を開始した。ブラックは2005年2月からキャンベルの下で働き始め、1ヵ月後に攻撃を受けた、キャンベルが攻撃と精神的な苦悩を与えたと訴えた。キャンベルは訴訟を起こした。イタリアの女優イヴォンヌ・スキオはローマホテルで同じドレスを着ていたという理由でキャンベルと口論になり、「血まみれ」にされたと主張した。スキオは「彼女は私の顔を叩いた。彼女はマイク・タイソンの様だった」と述べた。
2006年
2006年3月30日、キャンベルは宝石が装飾されている携帯電話を家政婦に投げ頭部を負傷させたとして逮捕された。キャンベルは二級暴行罪（懲役最高7年などの重罪）の嫌疑を受けた。9月28日、ニューヨーク市で行われた出席必須の出廷に出席しなかった。10月25日、暴行の疑いでロンドンで逮捕されたが、後に保釈された。11月14日、別の元家政婦ゲイビー・ギブソンは明らかにされていないキャンベルの暴行に対する損害賠償を求める新しい訴訟を開始した。ギブソンはキャンベルが「凶暴なスーパー頑固者」であったと訴えた。11月14日、キャンベルは3月の暴行事件に関する裁判の為にニューヨーク市の法廷に現れた。
2007年
2007年1月16日、キャンベルは家政婦アナ・スコラヴィーノに対する暴行の罪を認めた。彼女は5日間の地域奉仕活動とアンガーマネージメントクラスへの2日間の出席を命令された。4針縫う怪我を負ったスコラヴィーノに対して363ドルの医療費を支払うように命令された。CNNのリポートは「子供の時に自分を捨てた父親に対する長年の憤慨に関する彼女の感情」を非難する。3月19日にニューヨーク市内のごみ収集施設で奉仕活動を始めた。
2008年
2008年4月3日、ヒースロー空港で自分のバッグが1つなくなったことで、警察官を襲った疑いで逮捕された。キャンベルはその後、ブリティッシュ・エアウェイズの利用を禁止された。6月20日にクラウン検察当局サービスが2つの告訴を取り下げを決める間、キャンベルは6つの告訴の内4つを認めた。キャンベルは暴行の原因として空港作業員による人種差別的な中傷と暴言であると述べた。空港スタッフが自身を「お化けの様な顔をしたスーパーモデル」と呼ぶと主張した。キャンベルは200時間の地域奉仕活動を宣告された。
2010年
2010年3月2日、キャンベルのリムジンドライバーはキャンベルに叩かれたとニューヨーク市警察に通報した。伝えられるところではキャンベルは叩いた後にその場から立ち去った。キャンベルのスポークスマンは「早急な判断があってはならない」といってキャンベルが自発的に調査に協力すると述べた。捜査当局はキャンベルから聴取しようとしたが、ドライバーが刑事告発を続行しないことを選んだため、罪には問われないことになった。
西アフリカのシエラレオネ内戦の戦争犯罪を審理する国際戦犯法廷において、証人として出廷する。内戦で反政府勢力を支援していた元リベリア大統領のチャールズ・テーラーから1997年に紛争ダイヤモンドを受け取った旨の証言をした。

## 出演

### 映画
- 1988年 The Cosby Show: The Birth, Part 1
- 1988年 The Cosby Show: Cyranoise de Bergington
- 1988年 The Cosby Show: The Birth, Part 2
- 1990年 The Fresh Prince of Bel-Air: Kiss My Butler
- 1991年 Cool as Ice
- 1993年 The Night We Never Met
- 1995年 Catwalk
- 1995年 Absolutely Fabulous: Jealous
- 1995年 マイアミ・ラプソディー Miami Rhapsody
- 1995年 To Wong Foo, Thanks for Everything! Julie Newmar
- 1995年 Unzipped
- 1996年 ガール6 Girl 6
- 1996年 Invasion of Privacy
- 1997年 Sports Illustrated: Swimsuit 1997
- 1998年 Beautopia
- 1999年 Prisoner of Love
- 2001年 Intimate Portrait: Naomi Campbell
- 2007年 アグリー・ベティ